# 빌호 안날라

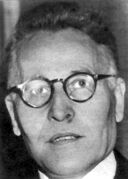
빌호 안날라

빌호 안날라(핀란드어: Vilho Annala)는 핀란드의 경제학자, 극우 정치인, 공무원이다.